# Wybory gubernatorskie w Stanach Zjednoczonych w 2005 roku
8 listopada 2005 roku odbyły się regionalne wybory w USA. Wybierano m.in. gubernatorów stanów New Jersey i Wirginia, burmistrza Nowego Jorku i rozważano propozycje w referendach w Kalifornii i Teksasie.

## New Jersey
Tu zdecydowanie (bo aż 10 punktami procentowymi) wygrała Partia Demokratyczna, której kandydatem był Jon Corzine, obecny senator. Jego przeciwnikiem z ramienia Partii Republikańskiej był biznesmen i były senacki kandydat Doug Forrester. Corzine'a poparli m.in. były prezydent Bill Clinton.

## Wirginia
Urządujący popularny demokratyczny gubernator Mark Warner (który jest wymieniany jako jeden z potencjalnych kandydatów w wyborach prezydenckich w roku 2008) nie mógł, zgodnie z prawem stanu, ubiegać się o drugą kadencję. Tak też demokraci nominowali swoim kandydatem obecnego wicegubernatora Tima Kaine'a. Jego republikańskim przeciwnikiem, którego poparł prezydent George W. Bush, był Jerry Kilgore. Kaine wygrał przewagą 5 punktów procentowych.
W czasie kampanii Kilgore zarzucił Kaine'owi, który jest wicegubernatorem stanu, w którym wykonano, zaraz po Tekasie, najwięcej wyroków śmierci od roku 1976, że jest przeciwnikiem NWK i że nie żądałby jej nawet dla Saddama Husajna czy Hitlera.

## Nowy Jork (miasto)
Tu wybory z łatwością wygrał urzędujący republikański burmistrz Michael Bloomberg. Przypomnijmy, że Bloomberg jest działaczem najbardziej liberalnego skrzydła swej partii. Opowiada się za dopuszczalnością aborcji czy przeciwko karze śmierci. Tu też więc wygrali liberałowie.

## Referenda

### Teksas
Wybory w tym stanie zadecydowali o wprowadzeniu do konstytucji stanowej zakazu zawierania formalnych związków homoseksualnych. Teksas jest 19. stanem, który dokonał tego rodzaju decyzji.

### San Francisco
Z kolei wybory w tym mieście stanu Kalifornii zadecydowali od wprowadzeniu poważnych ograniczeń w posiadaniu broni palnej.